# SEX (livre)
 (février 2012).
Si vous disposez d'ouvrages ou d'articles de référence ou si vous connaissez des sites web de qualité traitant du thème abordé ici, merci de compléter l'article en donnant les références utiles à sa vérifiabilité et en les liant à la section « Notes et références ».
Pour les articles homonymes, voir sex.
SEX est un livre écrit par Madonna, sorti en 1992 accompagnant son cinquième album Erotica. Il contient des photographies de Steven Meisel et d'autres issues d'un film tourné en Super 8 par Fabien Baron.
Le livre présente des textes et des photographies dépeignant des actes sexuels et BDSM. Les images sont soit des assemblages de collages en noir et blanc, couleur ou sépia, parfois retravaillées ou laissées à l'état de simple négatif. Elles dépeignent des scènes de lesbianisme, sadomasochisme, anulingus, viol. Aucun de ces actes n'est véritablement photographié, mais suggéré ou simulé, parfois de façon crue.
Madonna a écrit le livre sous le pseudonyme de Dita, nom inspiré de l'actrice Dita Parlo, les autres personnages du livre sont le top-model Naomi Campbell, l'actrice Isabella Rossellini, les rappeurs Big Daddy Kane et Vanilla Ice, la star du porno Joey Stefano, l'acteur Udo Kier, Tatiana von Fürstenberg (en) et Ingrid Casares.

## Histoire
Les cadres de Warner Bros. étaient peu disposés à permettre à Madonna de faire un tel livre. Bien qu'ils lui en aient donné la permission par la suite, ils resteront opposés au projet. Madonna devra signer un accord lui interdisant d'inclure toute photographie dépeignant l'imagerie religieuse, la bestialité ou la pornographie infantile.
Peu de temps après, Madonna fonde Maverick Records, un label multimédia. Elle a le contrôle artistique total sur tout ce qui y est produit. Afin de démontrer sa puissance face aux cadres qui s'étaient énergiquement opposés au livre, Madonna inclut deux photographies violant l'accord qu'elle avait dû signer, à savoir une photo sado-masochiste où elle est attachée sur une table en forme de Sainte Croix avec un large crucifix en arrière-plan, et une autre photo où elle se montre à quatre pattes au-dessus d'un chien, donnant l'impression que la tête du chien est entre ses cuisses.
La Warner dira que le livre fut difficile à produire, exigeant la collaboration de nombreuses compagnies d'imprimerie et de publication telles que Mighty Dimension Inc., Bishop Studio, Master Eagle Graphic Desigg Shor et Shorewood Packaging, toutes situées à New York, ainsi que Laserscan Inc. à Phoenix, Benson and Palmer à Rhode Island, Mohawk Papermills à Cohoes, C&H Packaging Company Inc. dans le Wisconsin et Nicholstone à Nashville, Tennessee. Pendant la production du livre, certaines des photographies furent volées, initiant une enquête du FBI qui les retrouva rapidement. En crédits du livre, Madonna remercie le FBI pour « … avoir sauvé des photographies qui auraient remué J. Edgar Hoover. » (celui-ci, directeur du FBI pendant toute sa vie, était connu pour avoir eu un train de vie « libertin »).
Madonna avait prévu d'appeler le livre « X », mais changea d'avis quand débuta la promotion du film Malcolm X de Spike Lee. Le film sortit trois semaines après le livre, et fut à l'origine d'un mouvement, qui consistait à porter casquettes et T-shirts avec un grand X en l'honneur de Malcolm X. Madonna aurait voulu que le livre fût d'une forme ovale, mais l'impression et la fabrication d'un tel livre auraient été trop chers. La conception originale du titre « X » et de la forme ovale n'ont été retenus que pour la quatrième de couverture et pour l'emballage du CD qui accompagne le livre.

## Design et impression
SEX a été conçu par Madonna, Fabien Baron et le photographe Siung Fat Tjia, qui ont également assuré le design de l'album Erotica et du single éponyme. La présentation du livre fait penser au style des œuvres d'Andy Warhol, notamment le portrait de Madonna qui se trouve sur l'emballage métallisé (et scellé) du livre et qui servira également pour la pochette de l'album.
Le type de papier utilisé change au cours des pages. De nombreuses pages contiennent des images qui sont en fait des collages de photos triturées, des épreuves, des négatifs, des pages monochromes ou saturées, et il y a aussi des pages de photos qui sont agrafées les unes aux autres. Le texte du livre varie également, passant de l'écriture manuscrite à l'écriture imprimée avec différents styles de police, de diverses couleurs.

## Diffusion
Le livre a été « traduit » en huit langues, dont le français, l'italien, l'allemand, l'espagnol et le japonais. Il s'est vendu à plus d'1,4 million d'exemplaires dans le monde. Aux États-Unis son prix était de 50 dollars.
En fait de traduction, seules la page de garde et la dernière page de crédits, imprimées dans une police simple, sont traduites dans la langue du pays de distribution. La plupart des textes étant dans une police de type « écriture à la main » (scripte ou manuaire) ou ayant fait l'objet du travail créatif de Fabien Baron, ils sont donc conservés tels quels, en anglais, et un livret de traduction pour chaque page a été ajouté en fin de livre.
La version japonaise a été vendue sous un emballage en carton, d’abord brut sans image, puis blanc avec une photographie et le titre. Dans cette édition, et conformément à la législation en vigueur au Japon, les photos montrant des organes génitaux ont été mâchurées.
Dans les versions française, italienne et japonaise, certains textes traduits ont été imprimés par-dessus le texte original. En France, deux éditions ont été imprimées, l'une en octobre et l'autre en décembre 1992 ; dans la première édition, chaque livre fut numéroté sur la couverture métallique.